# Rue aux Juifs
La rue aux Juifs est une voie publique de la commune française de Rouen.

## Situation et accès
Elle mène de la place du Maréchal-Foch à la rue des Carmes.
Le tunnel Saint-Herbland traverse la rue à la perpendiculaire.
Rues adjacentes
- Rue du Tambour
- Rue Massacre
- Rue Thouret
- Rue du Bec
- Rue Eugène-Boudin

## Origine du nom
La rue tire son nom du quartier longtemps connu pour avoir été le quartier juif de Rouen.

## Historique
La rue a également été dénommée « rue du Pèlerin » en raison d'une enseigne. La rue est partiellement détruite par les bombardements le 19 avril 1944.

## Bâtiments remarquables et lieux de mémoire
- Palais de justice de Rouen
- Maison sublime
- Tribunal judiciaire

- Le peintre Jean Jouvenet (1644-1717) est né dans une maison au no 9.
- Désiré Martin (1822-1894) y est né au no 60.
- L'archéologue Léon Heuzey (1831-1922) est né au no 20.